# Estación de Visp
La estación de Visp es la principal estación ferroviaria de la comuna suiza de Visp, en el Cantón del Valais.

## Historia y situación
La estación de Visp fue inaugurada en el año 1878 con la puesta en servicio del tramo Leuk - Brig, que pertenece a la línea Lausana - Brig, más conocida como la línea del Simplon. Además, en 1890 se puso en servicio la línea de vía métrica Visp - Stalden  por parte del BVZ (Brig-Visp-Zermatt Bahn), y al año siguiente se prolongó hasta Zermatt. En 1930 se extendió desde Visp hasta Brig, donde se conectó con la línea  Brig - Furka - Oberalp (FO). En 2003 se funda Matterhorn Gotthard Bahn (MGB), sociedad que nace de la fusión de BVZ con FO, y que actualmente es la propietaria de estas redes de vía métrica y también es operadora.
En el año 2007 entra en servicio el nuevo túnel de base de Lötschberg que permite acortar significativamente los tiempos de viaje entre Berna y Brig. El extremo sur del túnel está entre las estaciones de Raroña y Visp, donde se inserta en la línea Lausana - Brig. Debido a esto, se ha reformado la estación, incluyendo entre otras mejoras, la construcción de un nuevo edificio de viajeros y nuevos andenes.
Se encuentra ubicada en el centro del núcleo urbano de Visp. Cuenta con dos andenes centrales a los que acceden cuatro vías pasantes. En la estación también hay otras dos vías pasantes y varias vías toperas para el apartado de material. En la zona de vía métrica hay un andén central y otro lateral a los que acceden tres vías pasantes, y a las que hay que sumar varias vías toperas para el estacionamiento de material.
En términos ferroviarios, la estación se sitúa en la línea Lausana - Brig. Sus dependencias ferroviarias colaterales son la estación de Raroña hacia Lausana, y la estación de Brig, extremo de la línea, que desde allí continúa hacia Italia. También forma parte de la línea Brig - Visp - Zermatt de vía métrica.

## Servicios ferroviarios

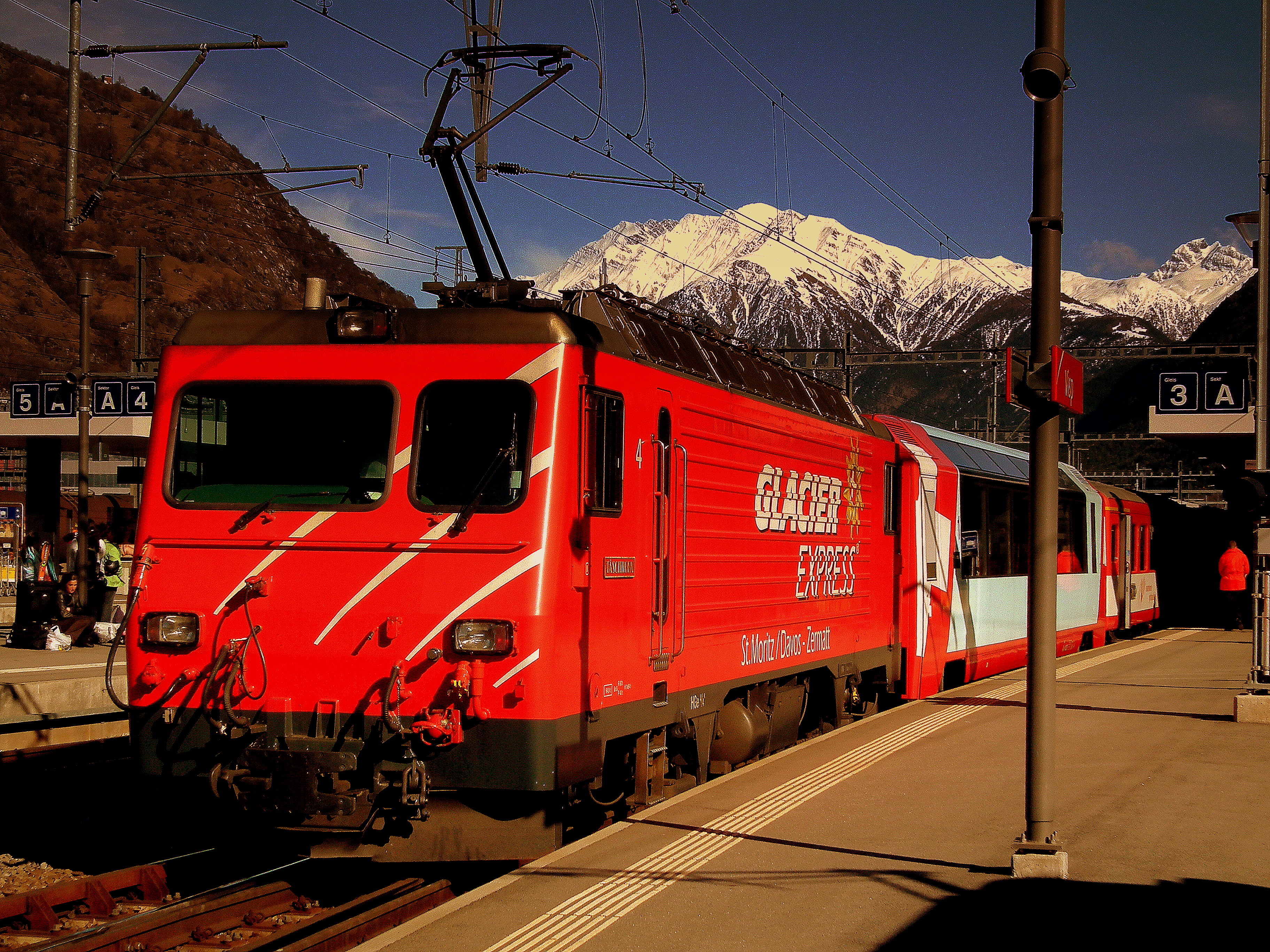
Glacier Express en la estación de Visp

Los servicios ferroviarios de esta estación están prestados por SBB-CFF-FFS, MGB y por RegionAlps, empresa participada por los SBB-CFF-FFS y que opera servicios de trenes regionales en el Cantón del Valais:

### Larga distancia
- TGV París-Lyon - Lausana - Montreux  - Aigle - Martigny - Sion - Sierre - Leuk - Visp - Brig. Solo circula en temporada invernal.
- EC Basilea SBB - Olten - Berna  - Thun - Spiez - Visp - Brig - Domodossola - Stresa - Milán.
- IC Romanshorn - Amriswil - Sulgen - Weinfelden - Frauenfeld - Winterthur - Zúrich Aeropuerto - Zúrich - Berna - Thun - Spiez - Visp - Brig.
- IC Basilea SBB - Olten - Berna  - Thun - Spiez - Visp - Brig (- Domodossola).
- IR Ginebra-Aeropuerto - Ginebra-Cornavin - Nyon - Morges - Lausana - Vevey - Montreux - Aigle - Bex - San Mauricio - Martigny - Sion - Sierre - Leuk - Visp - Brig.

### Regional
- R Saint-Gingolph - Monthey - San Mauricio - Sion - Brig. Efectúa parada en todas las estaciones y apeaderos del trayecto. Algunos trenes sólo realizan el trayecto Monthey - Brig. Operado por RegionAlps.
- R Visp Brig - Göschenen. Operado por MGB.
- R Brig - Visp - Zermatt. Operado por MGB.

### MGB
Matterhorn Gotthard Bahn presta diferentes tipos de servicios ferroviarios por las líneas de BVZ pero sin duda, el más importante y prestigioso es el mundialmente conocido Glacier Express que pasa diariamente por la estación de Visp.
Además de este reconocido servicio, también parten de la estación de Visp trenes regionales que tienen como destino la localidad turística de Zermatt, o bien cuyo destino es la comuna de Göschenen, en el Paso del Gotardo.